# Luis Casas Pasarín
Luis Casas Pasarín (Pontevedra, 16 d'abril de 1902 – Madrid, 17 d'agost de 1986) va ser un futbolista gallec, que va exercir de defensa i entrenador. Va ser internacional amb la selecció espanyola.

## Jugador
Nascut a Pontevedra, Galícia, el seu primer equip va ser el Pontevedra Athletic Club. Pasarín va començar la trajectòria professional al Celta de Vigo. Fou un dels primers capitans del club, jugant al primer trobeu oficial dels celtistes, el campionat gallec del 1923. Va ser a Vigo on deixa de jugar de davanter per a passar a la defensa.
Durant sis temporades, Pasarín va jugar en primera divisió amb el València CF, aconseguint la capitania al segon any. Va ser un dels jugadors que, juntament amb Ciril Amorós, es va plantar davant el Madrid al partit de Copa en Chamartín de 1930. Junt a Torregaray formà una dupla coneguda com les columnes d'Hèrcules, i en la temporada 1933-1934 va participar en la primera final de copa del club merengot. El 1935, ja retirat, va treballar en el Ministeri de Treball, però prompte tornaria a jugar a l'equip amateur Nacional de Madrid.
Pasarín va jugar sis partits amb Espanya, i va representar-la internacionalment als Jocs Olímpics d'Estiu de 1924.
Després de la Guerra Civil Espanyola, Pasarín va obtenir el títol d'entrenador. Va dirigir la selecció espanyola durant un partit, i va fitxar pel València en la temporada 1946–47, aconseguint el tercer títol de lliga en sis anys; quedant segon a tres punts del líder, el FC Barcelona, la temporada següent.
Pasarín també va dirigir el Celta en cinc temporades dividides en dos períodes, i també va treballar per al Reial Oviedo i FC Porto (Portugal). Va morir el 17 d'agost de 1986 als 84 anys, en Madrid.